# Ікечі Анья
Ікечі Анья (англ. Ikechi Anya, нар. 3 січня 1988, Глазго) — шотландський футболіст, що грав на позиції півзахисника.
Виступав, зокрема, за клуби «Вотфорд» та «Дербі Каунті», а також національну збірну Шотландії.

## Клубна кар'єра
Народився 3 січня 1988 року в місті Глазго.
У дорослому футболі дебютував 2004 року виступами за команду «Вікомб Вондерерз», в якій провів три сезони, взявши участь у 18 матчах чемпіонату.
Згодом з 2007 по 2012 рік грав у складі команд «Оксфорд Сіті», «Хейлсовен Таун», «Нортгемптон Таун», «Севілья Атлетіко», «Сельта Б», «Сельта Віго», «Гранада» та «Кадіс».
Своєю грою за останню команду привернув увагу представників тренерського штабу клубу «Вотфорд», до складу якого приєднався 2012 року. Відіграв за клуб з Вотфорда наступні чотири сезони своєї ігрової кар'єри. Більшість часу, проведеного у складі «Вотфорда», був основним гравцем команди.
У 2016 році перейшов до клубу «Дербі Каунті», за який відіграв 4 сезони. Завершив професійну кар'єру футболіста виступами за команду «Дербі Каунті» у 2020 році.

## Виступи за збірну
У 2013 році дебютував в офіційних матчах у складі національної збірної Шотландії.
Загалом протягом кар'єри в національній команді, яка тривала 5 років, провів у її формі 29 матчів, забивши 3 голи.